# باراجوباية
باراجوباية (الاسم العلمي: Parajubaea)، جنس نباتات مُزهرة من فصيلة النخلية.
تعيش أنواع هذا الجنس في جبال الأنديز الشمالية في شمال غرب أمريكا الجنوبية.
سُميَّت باراجوباية نسبةً إلى الملك جوبا الثاني.

## الأنواع
يشتمل جنس باراجوباية على الأنواع التالية:
| الصورة | الاسم العلمي                       | الاسم الشائع                                             | التوزيع                   |
| ------ | ---------------------------------- | -------------------------------------------------------- | ------------------------- |
|        | Parajubaea cocoides Burret         | جوز الهند الجبلي، أو جوز الهند كومبي، أو نخلة كيتو       | كولومبيا، الإكوادور، بيرو |
|        | Parajubaea sunkha M.Moraes         | نخلة سونخا ونخلة زنخا                                    | بوليفيا                   |
|        | Parajubaea torallyi (Mart.) Burret | جوز الهند الجبلي البوليفي أو جوز الهند بالما دي باسوبايا | بوليفيا                   |